# Marone
Marone är en ort och kommun i provinsen Brescia i regionen Lombardiet i Italien. Kommunen hade 3 165 invånare (2018).